# شاكيل تايلور
شاكيال تايلور (من مواليد 27 ديسمبر 1996) لاعب كرة قدم أمريكية سابق في مركز الظهير. لعب كرة القدم الجامعية في جامعة كانساس.

## المسيرة الجامعية
بدأ تايلور مسيرته الجامعية في ولاية داكوتا الجنوبية، ولعب لمدة عام واحد قبل الانتقال إلى كلية مجتمع ميسا. في عامه الوحيد في ميسا، كسر تايلور 18 تمريرة مع اعتراض و 42 تدخلًا إجماليًا. انتقل إلى جامعة كانساس لموسميه الأخيرين من الأهلية بسبب عروض من ولاية أريزونا وممفيس وجامعة نيفادا لاس فيغاس ونيو مكسيكو وولاية تينيسي الوسطى. في موسمه الأول مع فريق جاي هوكس، بدأ تايلور أول تسع مباريات من الموسم قبل أن يعاني من إصابة أنهت الموسم وقام بـ 22 تدخلًا مع ستة تفكك تمريرة. كطالب كبير، سجل تايلور 47 تدخلًا وثلاث اعتراضات (عاد واحد منها للهبوط) وسبع تمريرات دفاعية واثنين من التمريرات القسرية.

## المسيرة المهنية

### إنديانابوليس كولتس
وقع تايلور مع فريق إنديانابوليس كولتس كلاعب حر غير مصنف في 7 مايو 2019. وعلى الرغم من خوضه فترة ما قبل الموسم ومعسكر التدريب بشكل رائع، فقد تم الاستغناء عنه بسبب إصابة مرتبطة بالارتجاج خلال التصفيات النهائية لمعسكر التدريب. وقد حصل تايلور على تسوية إصابة ولم يتمكن من التوقيع مرة أخرى مع فريق كولتس حتى الأسبوع الخامس. وقد أعيد التوقيع معه في الأسبوع الخامس في فريق التدريب الخاص بالفريق، ليحل محل جالين كولينز. تمت ترقية تايلور إلى القائمة النشطة في 5 أكتوبر. وقد ظهر لأول مرة في دوري كرة القدم الأمريكية في 6 أكتوبر ضد فريق كانساس سيتي تشيفز، حيث قام بتدخل واحد وكسر تمريرة. وتم الاستغناء عنه في 25 نوفمبر، بينما تم التعاقد مع بيكاسو نيلسون جونيور في فريق التدريب.

### دنفر برونكوس
في 26 نوفمبر 2019، تم التعاقد مع تايلور من قبل فريق دنفر برونكوز.
وقع تايلور عقدًا لمدة عام مع فريق برونكوس كوكيل حر يتمتع بحقوق حصرية في 18 أبريل 2020. وتم التنازل عنه في 27 يوليو 2020.

### نيويورك جاينتس
في 28 يوليو 2020، تم إعفاء تايلور من قبل فريق نيويورك جاينتس وأعفاه الفريق بعد خمسة أيام. اختار الانسحاب من موسم 2020 في دوري كرة القدم الأمريكية بسبب جائحة كوفيد-19، وتم إعادته إلى قائمة جاينتس في قائمة الاحتياط الخاصة بهم في 25 أغسطس 2020. تم التنازل عنه بعد الموسم في 12 فبراير 2021.

### فيلادلفيا إيجلز
في 16 فبراير 2021، تم التنازل عن تايلور من قبل فريق فيلادلفيا إيجلز. وتم التنازل عنه في 5 أغسطس 2021.

## الحياة الشخصية
تايلور هو ابن شقيق روبرت نيلسون، لاعب خط الوسط في اتحاد كرة القدم الأميركي.

## روابط خارجية
- السيرة الذاتية لفريق كانساس جايهوكس